# Jan Karafiát (écrivain)
Jan Karafiát (4 janvier 1846 - 31 janvier 1929) fut un pasteur de l'Église évangélique des frères tchèques, correcteur de la Bible de Kralice et un écrivain tchèque.

## Biographie
Né à Jimramov, il alla ensuite à l'école à Gütersloh, avant d'étudier la théologie à  Leitomischl, puis à Berlin (1866-1867), Vienne (1867-1869) et Édimbourg (1871-1872). Il fut ensuite vicaire à  Raudnitz an der Elbe puis administrateur au séminaire protestant de Tschaslau. De 1874 jusqu'à son conflit avec le consistoire en 1895, il dirigea la paroisse de Hrubá Lhota. Il vécut ensuite à Prague

## Galerie

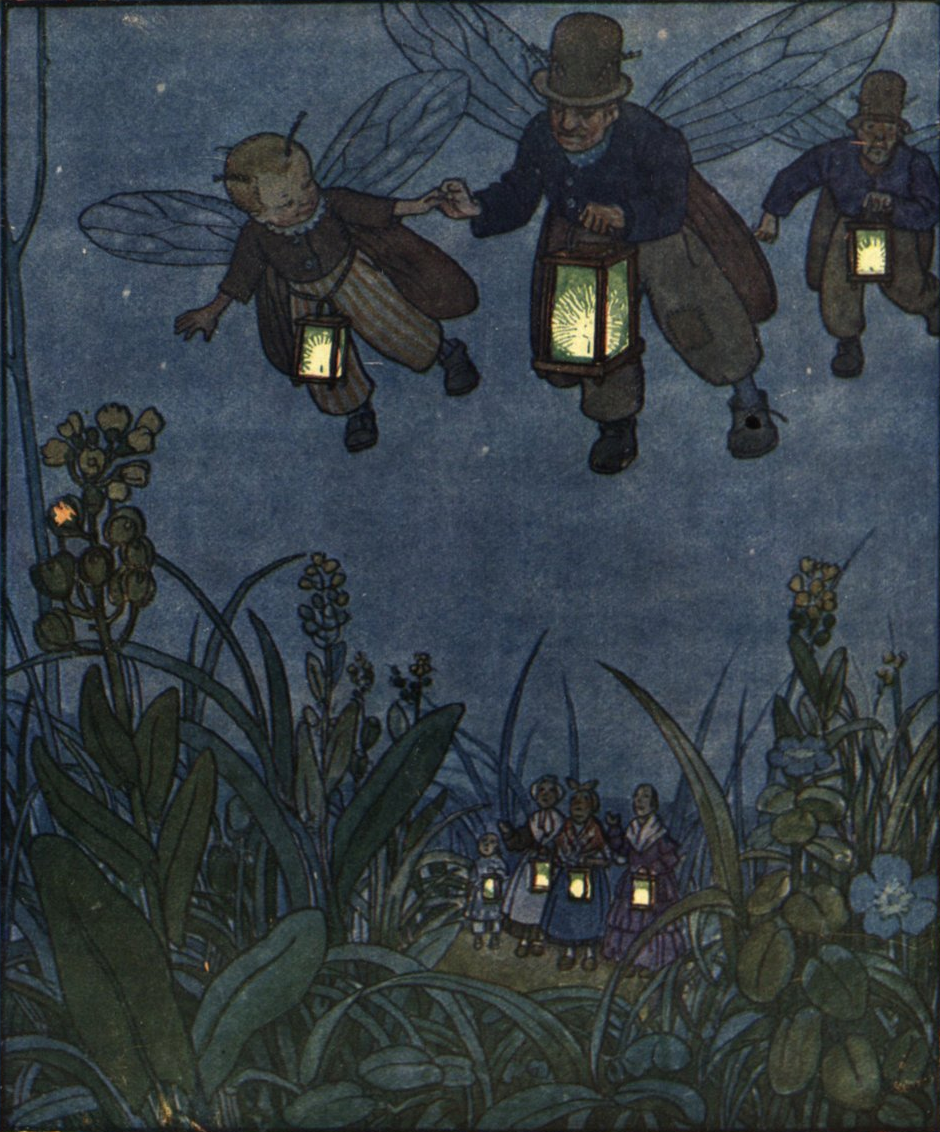
Illustration de Josef Wenig pour Broučci de  Jan Karafiát
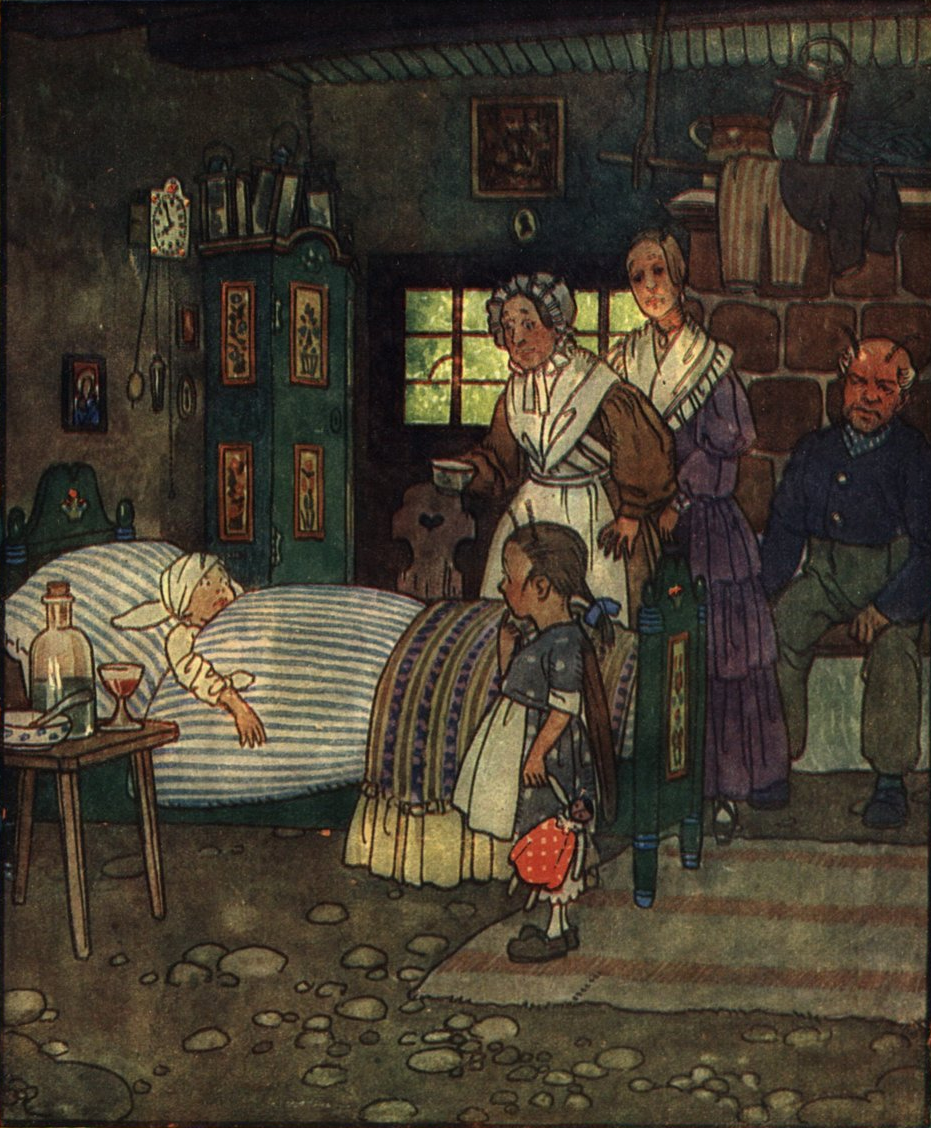
Illustration de Josef Wenig  pour Broučci de  Jan Karafiát
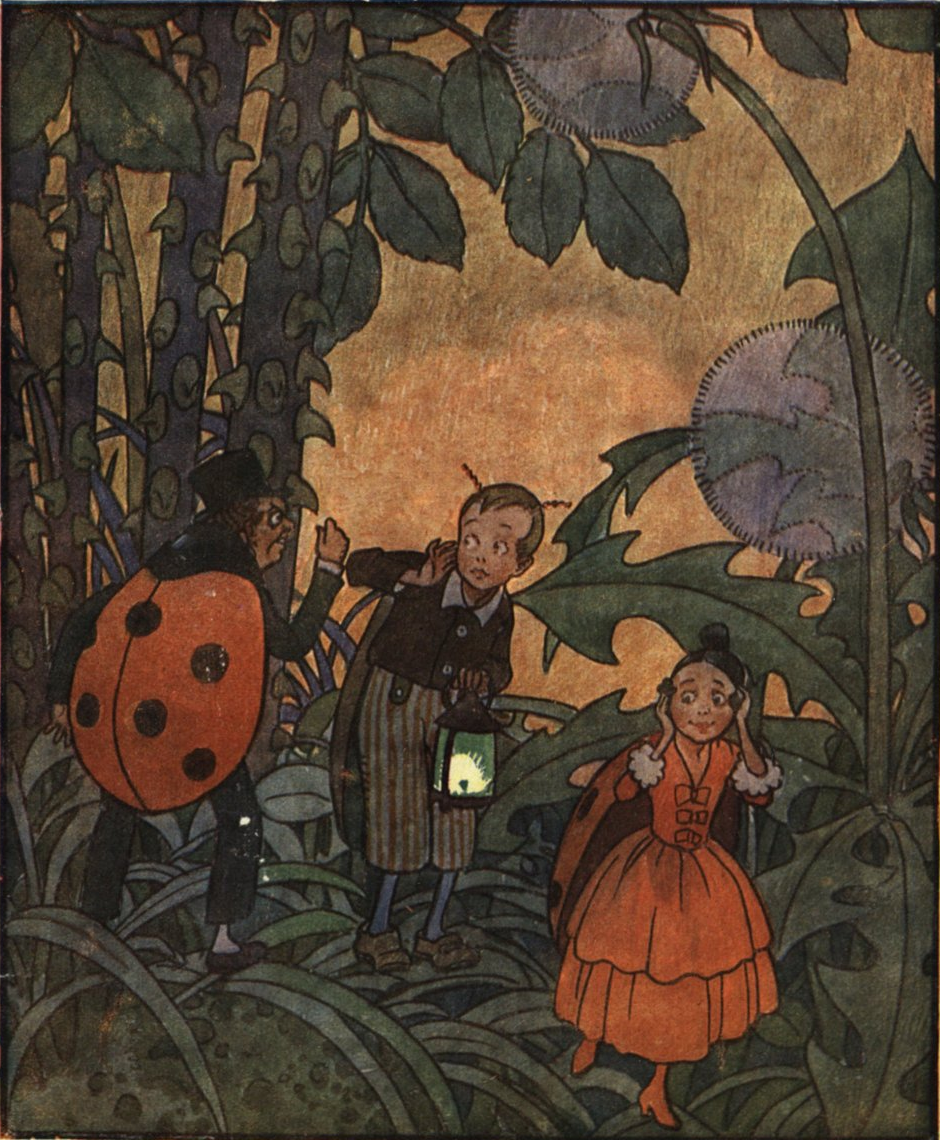
Illustration de Josef Wenig  pour Broučci de  Jan Karafiát
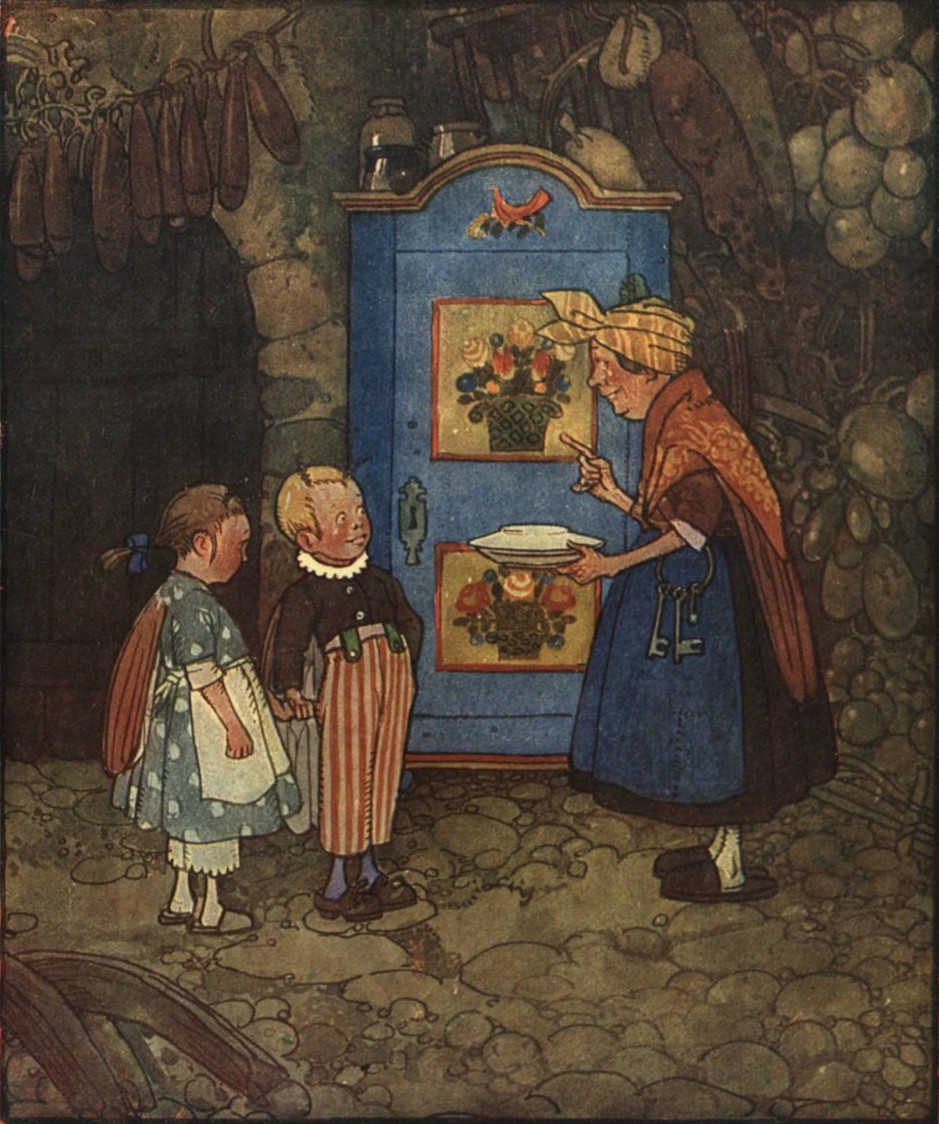
Illustration de Josef Wenig  pour Broučci de  Jan Karafiát